# Rejon kieżemski
Rejon kieżemski (ros. Ке́жемский райо́н, Kieżemskij rajon) – rejon administracyjny i komunalny Kraju Krasnojarskiego w Rosji. Stolicą rejonu jest miasto Kodyńsk, którego ludność stanowi 67,2% populacji rejonu. Rejon został utworzony 4 lipca 1928 roku.

## Położenie
Rejon ma powierzchnię 34 541 km² i znajduje się w środkowo-wschodniej części Kraju Krasnojarskiego, granicząc na północny z rejonem ewenkijskim, na wschodzie i południu z obwodem irkuckim, a na zachodzie z rejonem boguczńskim.

Przez rejon przepływa rzeka Angara.

## Ludność
W 1989 roku rejon ten liczył 31 233 mieszkańców, w 2002 roku 24 997, w 2010 roku 22 077, a w 2011 zaludnienie wzrosło do 28 783 osób.

## Podział administracyjny
Administracyjnie rejon posiada jedno miasto: Kodyńsk (Кодинск) i dzieli się na 12 sielsowietów.